# Astragalus macrotrichus
Astragalus macrotrichus là một loài thực vật có hoa trong họ Đậu. Loài này được E.Peter miêu tả khoa học đầu tiên.